# Rejon naurski
Rejon naurski (ros. Нау́рский райо́н, Naurskij rajon, czecz. Новр-ГІалин район / Novr-Ġalin̡ rayon) – jeden z 15 rejonów w Czeczenii, znajdujący się w północnej części kraju. W 2002 roku rejon zamieszkiwało 51 143 osób. Stolicą rejonu jest stanica Naurskaja.